# Colpophyllia breviserialis
Colpophyllia breviserialis är en korallart som beskrevs av Milne Edwards och Jules Haime 1849. Colpophyllia breviserialis ingår i släktet Colpophyllia och familjen Faviidae. Inga underarter finns listade i Catalogue of Life.